# Bolletí del Diccionari de la Llengua Catalana
El Bolletí del Diccionari de la Llengua Catalana és el producte de les eixides filològiques d'Antoni Maria Alcover i Sureda, que es traduïren en la redacció de 75 quaderns de camp i en la publicació del Bolletí del Diccionari de la llengua catalana, la primera revista filològica de la península Ibèrica, dels dietaris de viatge i de La flexió verbal en els dialectes catalans. Publicada des de desembre del 1901, en sortiren catorze volums fins al 1926, sent represa la publicació el gener de 1933 per Francesc de Borja Moll amb el subtítol de Revista mensual de filologia, folklore i literatura però s'interrompé la publicació en 1936 amb l'inici de la guerra civil espanyola.